# Sy, Ardennes
Sy är en kommun i departementet Ardennes i regionen Grand Est (tidigare regionen Champagne-Ardenne) i nordöstra Frankrike. Kommunen ligger  i kantonen Le Chesne som ligger i arrondissementet Vouziers. År 2022 hade Sy 56 invånare.

## Befolkningsutveckling
Antalet invånare i kommunen Sy
Referens: INSEE